# Shawnta Rogers
Pour les articles homonymes, voir Rogers.
Shawnta Rogers, né le 5 janvier 1976 à Baltimore (États-Unis), est un joueur de basket-ball américain, évoluant au poste de meneur.

## Biographie
Shawnta Darnell Rogers commence le basket-ball au Lake Clifton High School puis rejoint l'équipe des Colonials de l'université George Washington en NCAA (1995-1999) pendant quatre ans, il finit son cursus universitaire avec à la clef un titre de meilleur joueur de la conférence Atlantic 10 en étant le meilleur marqueur, intercepteur et passeur de cette conférence. Il est également le meilleur intercepteur du pays.
Il n'est pas drafté en National Basketball Association (NBA). Il fait néanmoins des essais avec les New Jersey Nets mais n'est pas conservé. Il se tourne alors vers la nouvelle ligue International Basketball League (IBL) et rejoint les Baltimore Runners (1999-2000). N'obtenant toujours pas de contrat en NBA, il part en Europe, dans l'équipe du Mans et y reste trois saisons (2000-2003) avant de rejoindre l'équipe de l'ASVEL pour la saison 2003-2004 pour y jouer l'Euroligue.
Il part ensuite en Italie pendant deux saisons la première à Cantu (2004-2005) puis la seconde à Castelletto Ticino (2005-2006).
Continuant son tour d'Europe, il signe à l'aube de la saison 2006-2007 en Belgique à Mons Hainaut mais ne finit pas sa saison à la suite d'un différend avec son entraîneur il rejoint alors la France et Le Mans. Une blessure à la cuisse le contraint à ne jouer que trois matches.
Il signe en 2007-2008 à Chalon-sur-Saône mais se fait couper juste avant les fêtes de Noël, il rebondit alors en Italie à Montecatini où il signe une des meilleures saisons de sa carrière. En janvier 2009, il est engagé comme pigiste médical de Vincent Masingue au Hyères Toulon Var Basket.
Fin décembre 2009 il signe au SPO Rouen Basket jusqu'à la fin de saison à la suite de l'éviction de Kévin Houston.

## Carrière

### Universitaire
- 1995-1999 : George Washington University GWU (NCAA I)

### Clubs
- 1999-2000 :  Baltimore Bayrunners (IBL)
- 2000-2003 :  Le Mans Sarthe Basket (Pro A)
- 2003-2004 :  ASVEL (Pro A)
- 2004-2005 :  Pallacanestro Cantù (Lega A)
- 2005-2006 :  Castelletto Ticino (LegaDue)
- 2006-2007 :  Dexia Mons-Hainaut (Division 1)
- 2006-2007 :  Le Mans Sarthe Basket (Pro A)
- 2007-2008 :  Élan sportif chalonnais (Pro A)
- 2007-2008 :  RB Montecatini Terme (LegaDue)
- 2008-2009 :  Hyères Toulon Var Basket (Pro A) Janvier à Mai
- 2009-2010 :  SPO Rouen Basket (Pro A) Janvier à Mai

### Records
Les records de Shawnta Rogers, depuis la saison 2002-2003, sont de 29 points marqués, lors d'une rencontre opposant Rouen à l'ASVEL le 10 avril 2010. Il réussit 8 rebonds le 27 février 2010 face à Nancy, toujours le maillot de Rouen. Sa meilleure performance dans la catégorie des interceptions est de 5, réalisée à deux reprises lors de l'année 2003, la seconde sous le maillot de l'ASVEL face à son ancien club du Mans.

### Statistiques
| Saison      | Club               | Type de compétition | Points | Rebonds | Passes décisives | Interceptions | Balles perdues | % Lancers francs | % 2 points | % 3 points |
| 1995 - 1996 | GWU                | Saison              | 10,5   | 4,7     | 6,5              | 2             | 3              | 78,4             | 39,3       | 35,9       |
| 1996 - 1997 | "                  | "                   | 12,9   | 5,7     | 4,4              | 2,8           | 3,2            | 87,7             | 36,2       | 31,4       |
| 1997 - 1998 | "                  | "                   | 14,9   | 4,4     | 4,8              | 2,4           | 2,7            | 77,4             | 41,1       | 42,8       |
| 1998 - 1999 | "                  | "                   | 20,7   | 4       | 6,8              | 3,6           | 3,6            | 86,8             | 41,1       | 36,1       |
| 1999 - 2000 | Baltimore          | Saison              | 12,1   | 2,8     | 3,8              | 1,5           | 2,0            | 85,3             | 39,2       | 47,2       |
| 2000 - 2001 | Le Mans            | Saison              | 15,3   | 3,6     | 7,4              | 2,8           | 2,6            | 79,1             | 45,3       | 39,7       |
| "           | "                  | Playoffs            | 12     | 3       | 7,2              | 1,6           | 1              | 76,9             | 51,2       | 11,8       |
| 2001 - 2002 | Le Mans            | Saison              | 15,6   | 3,7     | 6,6              | 2             | 3,3            | 89               | 50,5       | 33,8       |
| "           | "                  | Playoffs            | 15     | 2,3     | 5,3              | 5             | 2              | 85,7             | 52,2       | 31,2       |
| "           | "                  | Coupe Korac         | 13     | 3,4     | 5,8              | 2,3           | 1,8            | 78,6             | 50,9       | 32,5       |
| 2002 - 2003 | Le Mans            | Saison              | 16,2   | 2,7     | 7,2              | 1,9           | 2,1            | 89               | 48,2       | 44,3       |
| "           | "                  | Playoffs            | 16     | 3,8     | 7,2              | 1,2           | 2,8            | 71,4             | 38,1       | 44         |
| "           | "                  | Coupe Saporta       | 11,6   | 3,0     | 4,8              | 1,7           | 2,3            | 76               | 41,8       | 38,2       |
| 2003 - 2004 | Asvel              | Saison              | 13,8   | 4,1     | 5,6              | 1,9           | 1,9            | 86,4             | 51,1       | 33,8       |
| "           | "                  | Euroligue           | 10,8   | 3       | 4                | 1,7           | 1,1            | 75               | 36,9       | 32,3       |
| 2004 - 2005 | Cantu              | Saison              | 9,9    | 2,2     | 2,6              | 1,8           | 2,1            | 76,9             | 41,6       | 40,3       |
| "           | "                  | Playoffs            | 10,3   | 3       | 2,7              | 3             | 1              | 100              | 44,9       | 35         |
| "           | "                  | Uleb Cup            | 9,6    | 1,6     | 1,6              | 0,8           | 1              | 88,5             | 27,6       | 42,2       |
| 2005 - 2006 | Castelletto Ticino | Saison              | 16     | 2,8     | 3,9              | 2,1           | 3              | 86,8             | 48,5       | 33,6       |
| 2006 - 2007 | Mons               | Saison              | 13,6   | 1,7     | 5,1              | 2             | 2,1            | 78,9             | 49,2       | 42,9       |
| "           | "                  | Uleb Cup            | 12,3   | 1,8     | 4,6              | 1,6           | 3,1            | 86,7             | 43,8       | 37,3       |
| 2006 - 2007 | Le Mans            | Saison              | 7      | 3,3     | 2,7              | 0,7           | 1              | 100              | 28,6       | 29,4       |
| 2007 - 2008 | Chalon             | Saison              | 7,2    | 2,3     | 5,1              | 1,8           | 2              | 100              | 22,6       | 27,3       |
| "           | "                  | Uleb Cup            | 11,7   | 2,4     | 3,3              | 1             | 3,1            | 92,8             | 66,6       | 42,3       |
| "           | Montecatini        | Saison              | 19     | 3       | 3,5              | 3,1           | 1,8            | 86               | 50,8       | 36,2       |
| 2008 - 2009 | Toulon             | Saison              | 15,5   | 3,3     | 6,3              | 2,0           | 2,7            | 73,2             | 42,6       | 46,3       |
| 2009 - 2010 | Rouen              | Saison              | 12,4   | 3,9     | 6,8              | 1,7           | 2,1            | 83,0             | 42,3       | 39,5       |

## Palmarès
- Joueur de l'année 1999 dans la conférence Atlantic 10 après avoir cumulé la meilleure moyenne de point (20,7), passes décisives (6,8), interception (3,6) et le meilleur pourcentage aux Lancers Francs (86,8 %), une première dans l'histoire de cette conférence.
- Meilleur intercepteur NCAA en 1999
- Remporte en 1999 le trophée Frances Pomeroy Naismith Award qui récompense le meilleur joueur du pays de moins de 6 pieds (sa taille américaine est 5'4 soit 1,63 m)

## Distinctions
- Participation au All-Star Game du championnat de France en 2001 (Antibes), 2002 et 2003 (Bercy).